# Anna Howard Shaw
Anna Howard Shaw (Newcastle upon Tyne, 14 de febrero de 1847 - Municipio de Nether Providence, 2 de julio de 1919) fue una líder estadounidense del movimiento de sufragio femenino. También fue médica y una de las primeras ministras metodistas ordenadas en los Estados Unidos.

## Primeros años

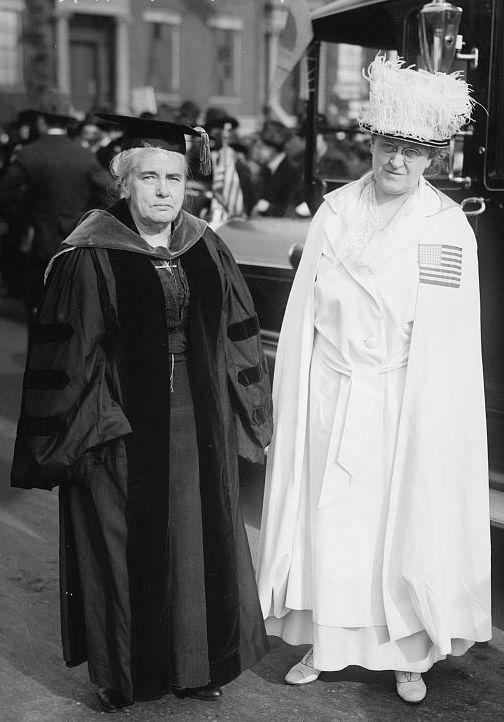
Carrie Chapman Catt y Anna Howard Shaw en 1917

Cuando tenía cuatro años, ella y su familia emigraron a Estados Unidos y se establecieron en Lawrence, Massachusetts. Cuando Shaw tenía doce años, su padre tomó "trescientos sesenta acres de tierra en el desierto" del norte de Míchigan y envió a su madre y a sus cinco hijos pequeños a vivir allí solos". Su madre había imaginado que su hogar en Michigan sería "una granja inglesa" con "praderas profundas, cielos soleados y margaritas", pero al llegar se sintió devastada al descubrir que en realidad era una "desolada y desolada" cabaña de troncos "en lo que entonces era un desierto, a 40 millas de una oficina de correos y a 100 millas de una vía férrea". Aquí la familia se enfrentaba a los peligros de vivir en la frontera. Shaw se volvió muy activa durante este período, ayudando a sus hermanos a restaurar su casa y apoyando a su madre en los momentos de conmoción y desesperación. Shaw asumió varias tareas físicas como "cavar un pozo, cortar leña para la gran chimenea, y talar árboles".
Al ver el sufrimiento emocional de su madre, Shaw culpó a su padre irresponsable por "no haber pensado en la manera en que su familia luchaba y sobrevivía a las dificultades[que ahora se le presentan". Mientras su madre inválida estaba sobrecargada con las tareas domésticas", su padre en Lawrence podía dedicar libremente "mucho tiempo a la causa de la Abolición y a los grandes movimientos públicos de su época".
Las desgracias de la familia empeoraron con los años. Durante la Guerra de Secesión, su hermana Eleanor murió dando a luz, y su hermano Tom fue herido. Cuando Shaw tenía quince años, se convirtió en maestra de escuela y, después de que sus hermanos mayores y su padre se unieron a la guerra, utilizó sus ingresos para ayudar a mantener a su familia. Sin embargo, con "cada mes de esfuerzo de la familia, el abismo entre sus ingresos y sus gastos se ensanchó".

## Llamada a predicar
A medida que Shaw maduraba, su deseo de asistir a la universidad se hizo más firme. Después de la Guerra de Secesión, abandonó su trabajo de maestra y se mudó con su hermana casada Mary a Big Rapids en Míchigan. Aunque hubiera preferido el trabajo más lucrativo de cavar zanjas, se vio obligada a recoger la "temida aguja" y convertirse en costurera.
Su carrera como predicadora comenzó cuando fue inspirada por la Reverenda Marianna Thompson, que fue la primera persona que apoyó su búsqueda de una educación. Gracias a la ayuda de Thompson, Shaw ingresó a Big Rapids High School donde la preceptora, Lucy Foot, reconoció el talento y el empuje de Shaw. A la edad de veinticuatro años, Shaw fue invitada por el doctor Peck, un hombre que buscaba ordenar a una mujer en el ministerio metodista, para dar su primer sermón. Shaw dudó al principio porque su única experiencia previa había sido "como una niña pequeña predicando sola en el bosque... a una congregación de árboles que escuchan". Con el apoyo de Lucy Foot, el doctor Peck, y su amiga cercana, Clara Osborn, Shaw estuvo de acuerdo y dio su primer sermón en Ashton, Míchigan.

A pesar del éxito de su primer sermón, su nueva pasión por la predicación recibió la desaprobación de sus compañeros de clase, amigos y familiares, quienes aceptaron pagar por su educación universitaria solo si abandonaba la predicación. A pesar de la continua oposición y el aislamiento de tantos, Anna decidió seguir predicando. Fue "profundamente conmovida" por Mary A. Livermore, una prominente conferencista que vino a Big Rapids. La señora Livermore le dio el siguiente consejo: 
"Si quieres predicar, sigue y predica... No importa lo que la gente diga, ¡no dejes que te detengan!"
En 1873, la Iglesia Metodista "votó unánimemente para concederle una licencia de predicador local".

## Luchas durante los años universitarios
En 1873, Shaw ingresó a Albion College, una escuela metodista en Albion, Míchigan. Como su familia no veía con buenos ojos su decidida trayectoria profesional, se negaron a proporcionarle apoyo financiero. En ese momento, Shaw había sido predicadora licenciada durante tres años y se ganaba su sueldo dando conferencias sobre la templanza.
Después de Albion College, Shaw asistió a la Escuela de Teología de la Universidad de Boston en 1876. Era la única mujer de su clase de cuarenta y dos hombres, y siempre sintió "la abismal convicción de que no era realmente deseada allí". Esta actitud se vio favorecida por su dificultad para mantenerse económicamente. Shaw, que ya contaba con unos ingresos limitados, consideró injusto que a los "predicadores masculinos con licencia se les diera alojamiento gratuito en el dormitorio y que su comida les costara a cada uno de ellos 1,25 dólares, mientras que a ella le costara 2 dólares pagar el alquiler de una habitación en el exterior". Además, tenía problemas para encontrar empleo. A diferencia de Albion, donde era "prácticamente la única predicadora licenciada disponible", en la Universidad de Boston había muchos predicadores con los que tenía que competir. Mientras perdía dinero para pagar el alquiler, luchaba por alimentarse y sentía "frío, hambre y soledad". Ahora Shaw empezó a preguntarse si la profesión ministerial era para ella. Ante estas dificultades, Shaw continuó. En 1880, después de que la Iglesia Metodista Episcopal le negara la ordenación a ella y a Annie Oliver, a pesar de haber aprobado el examen más alto de ese año, logró la ordenación en la Iglesia Metodista Protestante.
Después de su ordenación, Shaw recibió un MD Doctor en Medicina de la Universidad de Boston en 1886. Durante su tiempo en la escuela de medicina, se convirtió en una abierta defensora de los derechos políticos de las mujeres.

## Papel en el movimiento por el sufragio femenino

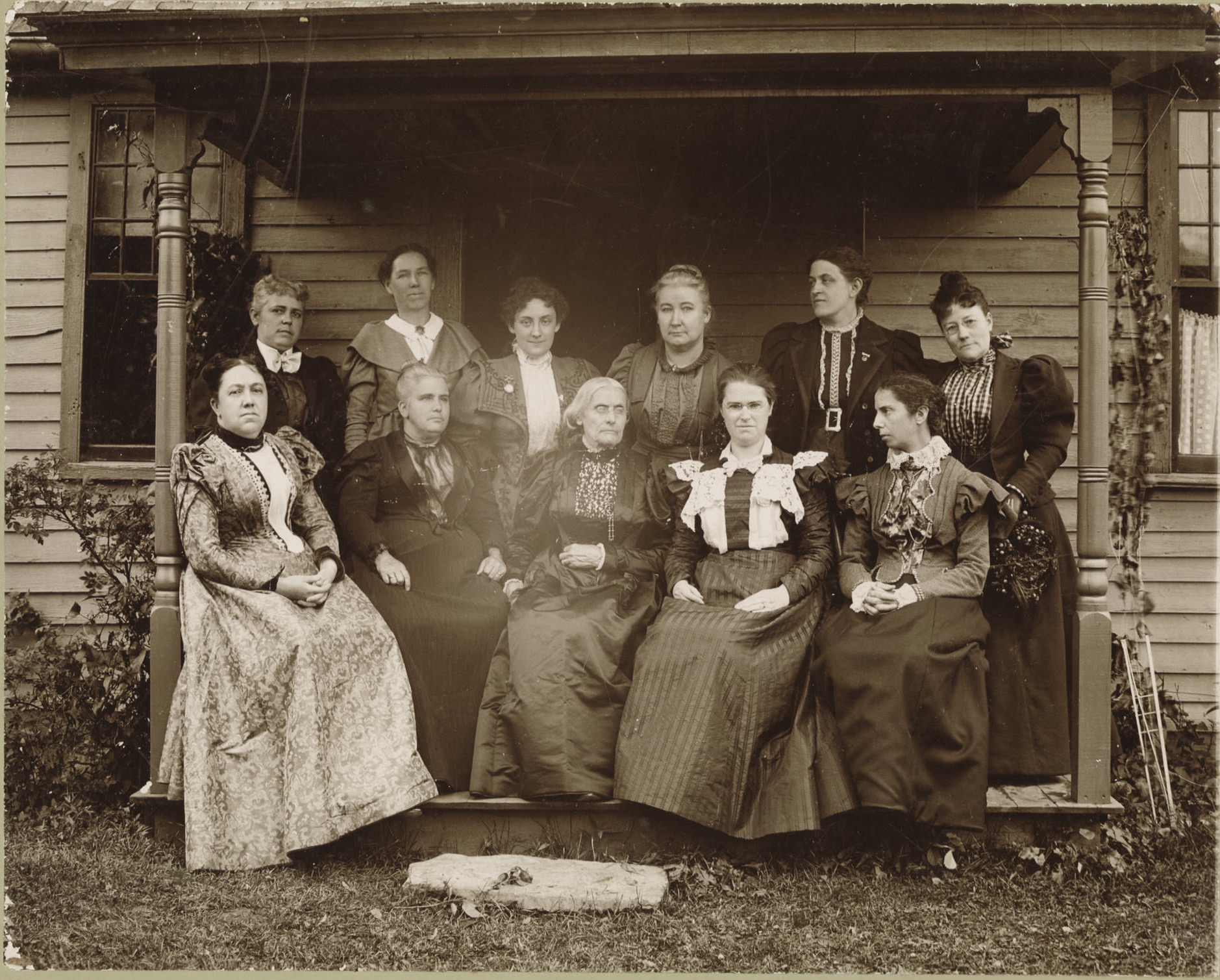
1896 photograph of Susan B. Anthony (center) and other women's rights leaders. Shaw sits to Anthony's immediate right.

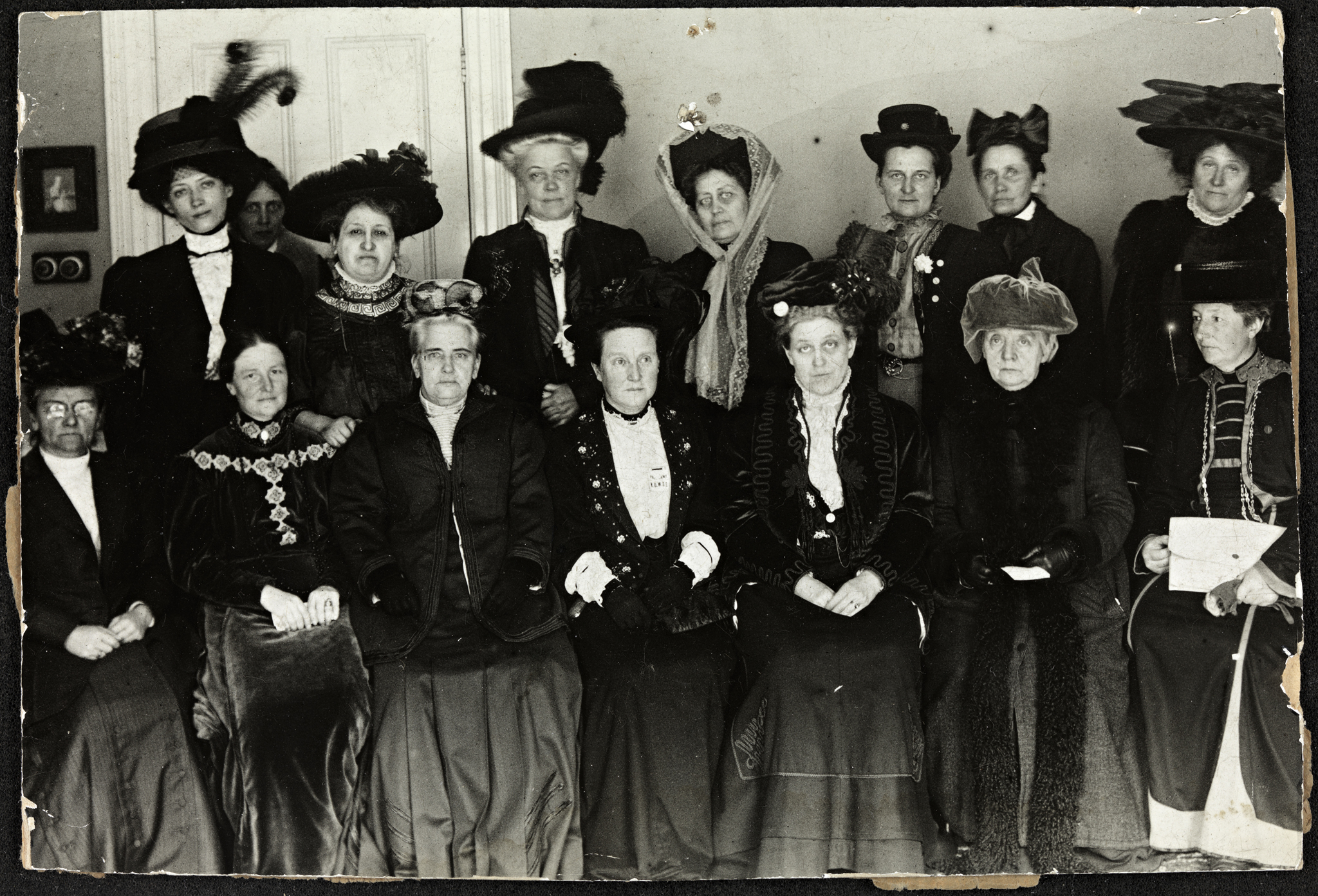
Suffrage Alliance Congress with Millicent Fawcett presiding, London 1909. Top row from left: Thora Daugaard (Denmark), Louise Qvam (Norway), Aletta Jacobs (Netherlands), Annie Furuhjelm (Finland), Madame Mirowitch (Russia), Käthe Schirmacher (Germany), Madame Honneger, unidentified. Bottom left: Unidentified, Anna Bugge (Sweden), Anna Howard Shaw (USA), Millicent Fawcett (Presiding, England), Carrie Chapman Catt (USA), F. M. Qvam (Norway), Anita Augspurg (Germany).

### Esfuerzo conjunto con Susan B. Anthony
A partir de 1886, Shaw fue presidente del Departamento de Franquicias de la Unión Cristiana de Mujeres por la Templanza (WCTU, por sus siglas en inglés). Su tarea era "trabajar por el sufragio femenino y luego utilizar la papeleta para obtener `protección del hogar' y legislación sobre la templanza". Sin embargo, su enfoque en la templanza disminuyó a medida que se involucró más en el movimiento de sufragio al dar conferencias para la Asociación de Sufragio de Massachusetts y más tarde para la American Woman Suffrage Association (AWSA, por sus siglas en inglés).
Shaw conoció a Susan B. Anthony en 1887. En 1888, Shaw asistió a la primera reunión del Consejo Internacional de Mujeres. Susan B. Anthony la alentó a unirse a la Asociación Nacional pro Sufragio de la Mujer (NWSA, por sus siglas en inglés). Habiendo estado de acuerdo, Shaw jugó un papel clave cuando las dos asociaciones de sufragio se fusionaron cuando "ayudó a persuadir a la AWSA para que se fusionara con la NWSA de Anthony y Elizabeth Cady Stanton, creando por primera vez en dos décadas una apariencia de unidad organizativa dentro del movimiento de sufragio". A partir de 1904 y durante los once años siguientes, Shaw fue presidente de NAWSA. Bajo su liderazgo, la NAWSA continuó "cabildeando a favor de una enmienda constitucional nacional que conceda a las mujeres el derecho al voto".

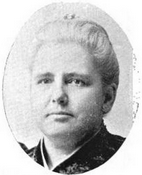
Rev. Anna Shaw, 1894

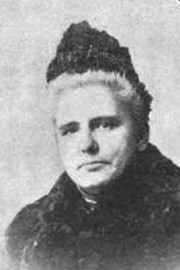
Anna Howard Shaw, 1895

### Dimisión de NAWSA
A principios del siglo XX, Alice Paul y Lucy Burns, miembros de NAWSA, comenzaron a emplear técnicas militantes (por ejemplo, hacer piquetes en la Casa Blanca durante la Primera Guerra Mundial) para luchar por el sufragio femenino. Ellas, como otros miembros, se inspiraron en el éxito de las sufragistas militantes en Inglaterra. Como presidenta de NAWSA, Shaw fue presionada para que apoyara estas tácticas. Sin embargo, Shaw sostuvo que se oponía de manera inalterable a la militancia, creyendo que nada de valor permanente ha sido asegurado por ella que no pudiera haber sido más fácil de obtener por métodos pacíficos". Ella permaneció alineada con la filosofía de Anthony que estaba en contra de cualquier táctica militante. En 1915, renunció como presidenta de la NAWSA y fue reemplazada por su aliada Carrie Chapman Catt.

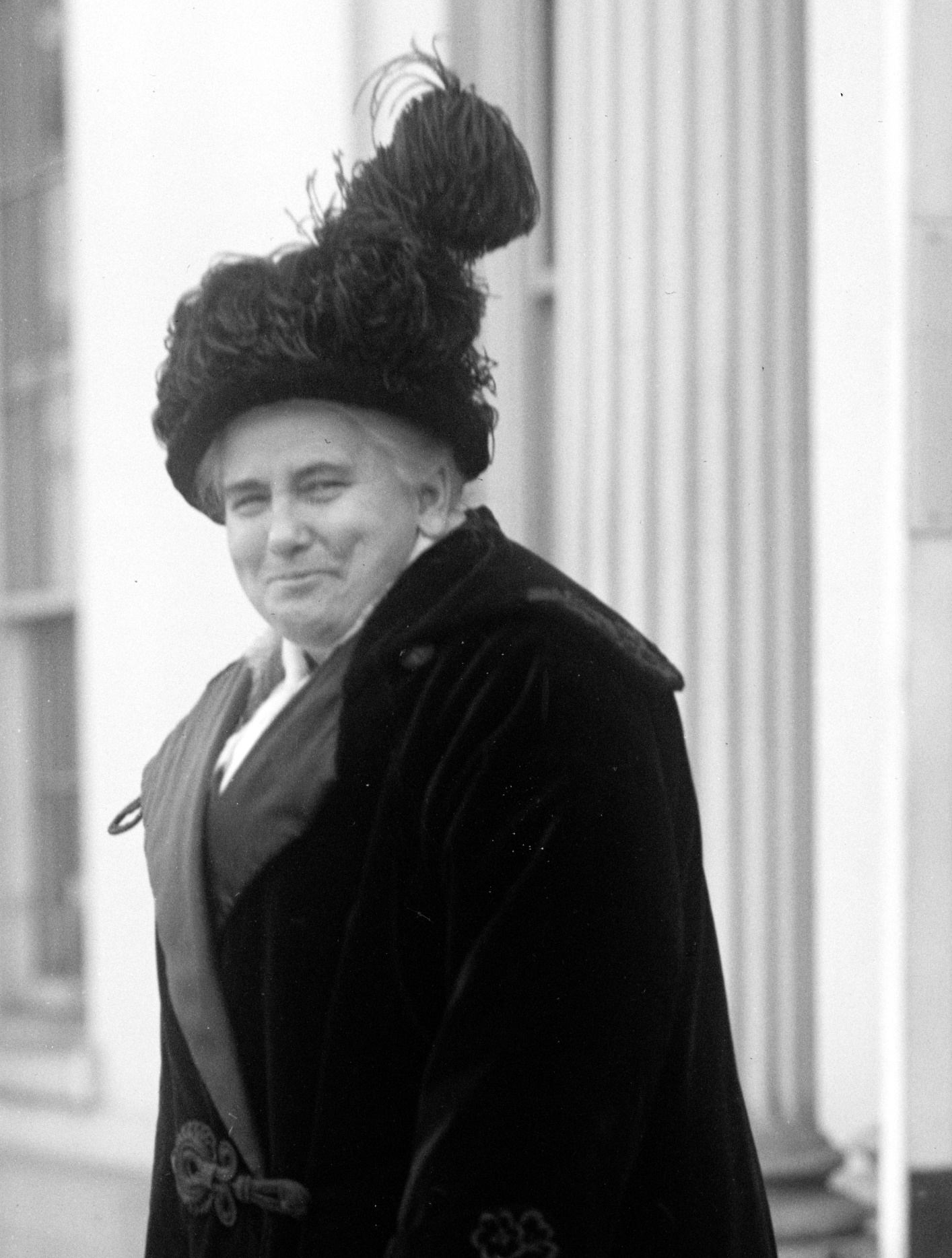
Anna Howard Shaw, 1914

## Últimos años
Durante la Primera Guerra Mundial, Shaw fue jefa del Comité de Mujeres del Council of National Defense de los Estados Unidos, por lo que se convirtió en la primera mujer en obtener la Medalla por Servicio Distinguido del Ejército. Continuó dando conferencias por la causa del sufragio durante los años que le quedaban de vida.
En una comparecencia pocos meses antes de su muerte en la Universidad Baylor en Waco, Texas, Shaw dijo: "La única manera de refutar" el argumento de que Estados Unidos era una democracia y que, por lo tanto, las mujeres tenían derecho a votar era "demostrar que las mujeres no son personas". Terminó el discurso instando a las mujeres presentes a participar en el movimiento de sufragio femenino.
Fue oradora en la Conferencia Nacional sobre Linchamiento de 1919, presentando el sufragio femenino como un paso contra el linchamiento. Shaw murió de neumonía en su casa de Moylan, Pensilvania, a la edad de setenta y dos años, solo unos meses antes de que el Congreso ratificara la Decimonovena Enmienda a la Constitución de los Estados Unidos.

## Vida personal

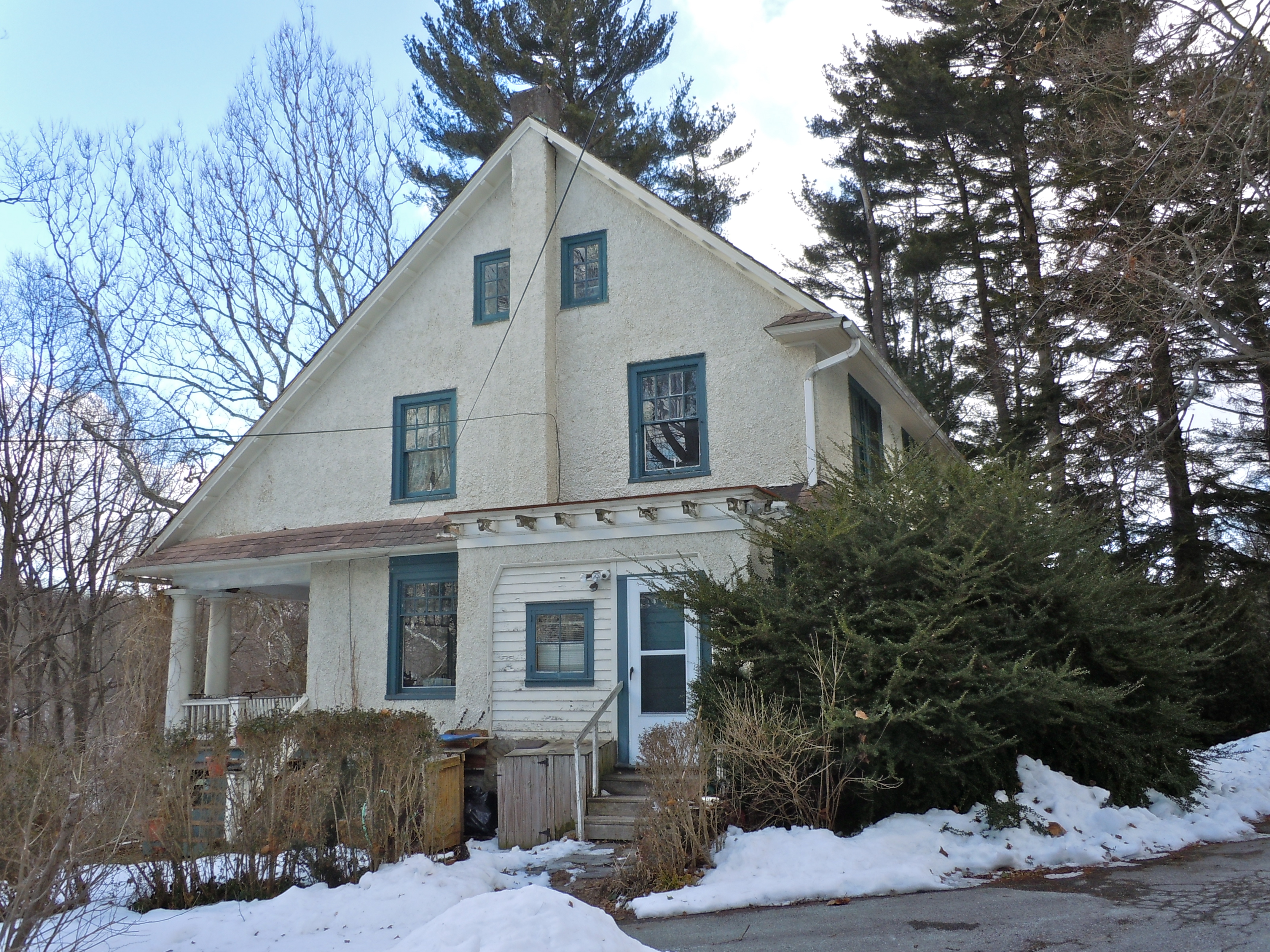
Home where Shaw lived with her companion, Lucy Anthony, the niece of Susan B. Anthony.

Shaw construyó una casa en 240 en Ridley Creek Rd., Media, durante su mandato como presidenta de la National American Woman Suffrage Assn. (1904-1915) y vivió allí con su compañera Lucy Elmina Anthony (1859-1944), sobrina de Susan B. Anthony, hasta su muerte. Anthony y Shaw estuvieron juntas durante treinta años.  Ella estaba junto a su cama cuando murió.

## Legado
Su discurso de 1915 "El Principio Fundamental de una República" fue listado como el número 27 en el Top 100 de American Rhetoric's Speeches of the 20th Century (listado por rango). En el año 2000, fue admitida en el Salón Nacional de la Fama de la Mujer.
El Centro de Mujeres Anna Howard Shaw de Albion College "coordina la programación educativa que promueve la inclusión y el pluralismo y aumenta la conciencia de las cuestiones relacionadas con la mujer y el género. Ejemplos de ello son los programas sobre acoso sexual y agresión sexual. El evento más visible patrocinado por el Centro es el Programa del Mes de la Historia de la Mujer de Anna Howard Shaw, designado cada año para honrar la memoria de la Dr. Shaw y destacar un aspecto importante de la vida de las mujeres. Otros programas educativos son co-patrocinados con organizaciones estudiantiles que comparten intereses mutuos.
"El Centro Anna Howard Shaw de la Facultad de Teología de la Universidad de Boston promueve estructuras y prácticas que potencian a las mujeres y honran la diversidad. El Centro lleva el nombre de la Reverenda Doctora Anna Howard Shaw, una ministra metodista, doctora médica y sufragista. Diez años después de su fundación en 1978, el Centro Shaw fue designado como el centro de mujeres de la Jurisdicción Noreste de la Iglesia Metodista Unida".
La Escuela Secundaria Anna Howard Shaw, construida en 1922-1924 en el suroeste de Schuylkill, Filadelfia, lleva su nombre. Una estatua a su nombre fue erigida junto a la Biblioteca Comunitaria en Big Rapids, Míchigan, en 1988.

## En la cultura popular
El decimotercer episodio de la cuarta temporada de la serie televisiva 30 Rock de la NBC, y el episodio 71 de la serie en general, se llama "Anna Howard Shaw Day". El nombre se basa en el odio de la protagonista Liz Lemon al Día de San Valentín, lo que lleva a la sustitución del cumpleaños de una líder del movimiento de sufragio femenino.
Anna Howard Shaw fue representada en la película de televisión de 2004 Iron Jawed Angels de Lois Smith. Anna Howard Shaw fue representada en la película de televisión de 2004 Iron Jawed Angels de Lois Smith.